# イ・ハヌィ
イ・ハヌィ（이한위、李漢偉、1961年6月17日 - ）は、韓国の俳優。趣味は映画鑑賞、ゴルフ。

## 来歴
- 韓国の朝鮮（チョソン）大学校精密機械工学部卒業[3]。
- 1983年、KBS第10期公募採用タレントとして芸能界にデビュー[3]。
- 映画、テレビドラマ、それぞれ数十作に出演[3]。
- ソガン情報大学（서강정보대학）モデルイベント科教授[3]。

## 出演作品

### テレビドラマ
- 星を追う野生馬（1985年、KBS）デビュー作
- 土地（1986年、MBC）
- 無風地帯（1989年、KBS）
- 刑事25時（1989年、KBS）
- ソウルのトッペギ（1990年、KBS）
- あの野菊の如く（1992年、KBS） - テミョン役　ハスクの夫
- 個性時代（1995年、KBS）
- 伝説の故郷 90年代シリーズ 亡者の願い（1996年、KBS）
- 青い鳥はいる（1997年、KBS）
- 野望の伝説（1998年、MBC）
- 純粋（1998年、KBS） - ポン・デウ役　ラジオ局音響担当
- 夫婦クリニック 愛と戦争（1999年、KBS）
- 学校（1999年、KBS） - パク・ボクマン役
- 学校2（1999年、KBS） - パク・ボクマン役
- 学校3（2000年、KBS） - パク・ボクマン役
- 秋の童話（2000年、KBS） - ユン・ジファン役
- キツネと綿菓子（2001年、MBC） - オ課長
- 純情（2001年、KBS）
- 人生は美しい（2001年、KBS） - ホテルの広報室長
- 私の婚約者の話（2001年、MBC）
- 冬のソナタ（2002年、KBS） - 写真館店主
- 止まらない愛（2002年、KBS） - ソン課長
- 莫上莫下（2002年、SBS）
- 私の人生のさや（2003年、MBC）
- 天女と詐欺師（2003年、SBS） - レンガ役　スンジュンの宿敵
- チェオクの剣（2003年、MBC） - ペク・チュワン役
- 恋人（2003年、SBS） - ユ・ビョンジュン役
- 不滅の李舜臣（2004年-2005年、KBS） - チョン・ムジク役
- 人間市場（2004年、SBS）
- 花王の仙女様（2004年、MBC） - プ・ヨンジン役　ヨンファの弟
- 第5共和国（2005年、MBC） - キム・ヨンナム役　別名ヨンパリ
- ルル姫（2005年、SBS） - チョ室長　建設会社室長
- 18・29〜妻が突然18才!?（2005年、KBS） - パン監督
- 復活（2005年、KBS） - イム・デシク役　ホテル社長
- 快傑春香（2005年、KBS） - キム先生　チュニャンの担任教師
- 春のワルツ (2006年、KBS） - イ・ジョンテ役　スホの父
- 19歳の純情 (2006年、KBS）  - コ・ダルス役　ヨンガムの店の従業員
- 武器よさらば（2006年、KBS） - 私債業者
- フリーズ（2006年、CGV ） - パク・ヒョンジュン役
- コーヒープリンス1号店（2007年、MBC） - ク・ヨンダル役
- 花いちもんめ（2007年、KBS） - 私債業者
- キムチ・チーズ・スマイル（2007年、MBC）
- いいかげんな興信所（2007年、KBS） - チャン・テクス役　警察署万年警士
- 妻のプライド ～絶望と裏切りを越えて～（2007年、KBS） - ミン弁護士
- ベートーベン・ウィルス（2008年、MBC） - カン・チュンベ役　ソンナム市長
- 伝説の故郷 2008年シリーズ（2008年、KBS）
- ガラスの城（2008年、SBS） - ソン・ドンシク役　ヤンスクの夫
- マイ スウィート ソウル（2008年、SBS） - アン・ホンチュン役　ウンス会社の理事
- 幻の王女チャミョンゴ（2009年、SBS） - ウナル役
- よくできました！（2009年、MBC） - ミンさん役　中華料理店
- ヒーロー（2009年-2010年、MBC） - ナ・ギョンマン役　ジェインの部下
- 推奴〜THE SLAVE HUNTERS〜（2010年、KBS） - オ捕校
- 富豪の誕生（2010年、KBS） - テリア・パク役　ドナ代表
- アテナ：戦争の女神（2010年、SBS） - パク・ソンチョル役　SRTチーム長
- オー！マイレディー（2010年、SBS） - 映画監督
- 製パン王　キム・タック (2010年、KBS） - ホ・ガブス役　パルボンベーカリーの職人
- 今日みたいな日なら（2011年、MBC） - キム・ジュンテ役　中小企業の営業部長
- 階伯（2011年、MBC） - イムジャ役
- 愛を信じます（2011年、KBS） - キム・ウィジュン役　ギチャンの弁護士
- 乱暴なロマンス（2012年、KBS2） - ケビン・チャン役　警備会社代表
- ファッション王（2012年、SBS） - ファン・テサン役
- 花ざかりの君たちへ（2012年、SBS） - ファ・ケボン役　教頭先生
- ゆれながら咲く花（学校2013）（2012年、KBS2） - ウ・スチョル役　校監
- 7級公務員（2013年、MBC） - キム・パンソク役　ギョンジャの父
- 金の化身（2013年、SBS） - 整形外科医
- ナイン～9回の時間旅行～（2013、tvN）
- ホジュン〜伝説の心医〜（2013年、MBC） - キム・マンギョン役
- 熱愛（2013年、SBS） - パク・スボン役
- バスケットボール（2013年、tvN） - ユン・ドクミョン役
- 総理と私（2013年、KBS2） - ナム・ユシク役　ダジョンの父
- ずる賢いバツイチの恋（2014年、MBC）
- エマージェンシー・カップル（2014年、tvN） - チョン・ヒョンソク役　内科医
- 弁護士の資格～改過遷善（2014年、KBS2） - カン・チーム長　チャ・ヨンウ法律事務所の弁護士
- 君たちは包囲された（2014年、SBS） - 整形外科院長
- 天国の涙（2014年、MBN） - 保育園園長
- モダンファーマー（2014年、SBS） - カン・ヨンシク役　ユニの叔父
- 12年ぶりの再会（2014年、JTBC）
- 恋愛じゃなくて結婚（2014年、tvN）
- パンチ～余命6ヶ月の奇跡（2014年-2015年、SBS） - オ・ドンシュン役
- シンデレラの涙（2014年-2015年、MBN）
- 幸せのレシピ～愛言葉はメンドロントット（2015年、MBC） - コン・ジョンペ役
- パパはスーパースター!?（2015年、tvN） - チェ・ナックォン役
- 名もなき英雄＜ヒーロー＞（2016年、OCN） - ソン・ジョンミン役
- タンタラ～キミを感じてる（2016年、SBS）
- また!?オ・ヘヨン（2016年、tvN） - オ・ギョンス役
- THE K2〜キミだけを守りたい〜（2016年、tvN）
- アイムソーリー カン・ナムグ～逆転人生～（2016年-2017年、SBS） - パク・ドンジン役
- 内省的なボス（2017年、tvN） - チェ・ウォンサン役
- 恋するパッケージツアー〜パリから始まる最高の恋〜（2017年、JTBC）
- 病院船〜ずっと君のそばに〜（2017年、MBC） - パク・ソヌ役
- ピョン・ヒョクの恋（2017年、tvN） - クォン・チュンソプ役
- バッドガイズ2（2017年-2018年、OCN） - リュ・ソッキ役
- 人形の家～偽りの絆～（2018年、KBS） - ホン・ピルモク役
- 一緒に暮らしましょうか?!（2018年、KBS） - キム・ヨンシク役
- 無法弁護士～最高のパートナー～（2018年、tvN） - ハ・ギホ役
- ハンムラビ法廷〜初恋はツンデレ判事!?〜（2018年、JTBC）
- 僕が見つけたシンデレラ～Beauty Inside～（2018年、JTBC）
- トップスター、ユベク（2018年-2019年、tvN） - チェ・ハンボン役
- 夏よ、お願い（2019年、KBS） - ワン・ジェグク役
- 彼女の私生活（2019年、tvN） - キム・ムサン役
- パフューム（2019年、KBS） - チョ・チュノ役
- 悪魔が君の名前を呼ぶ時（2019年、tvN）
- サイコパスダイアリー（2019年-2020年、tvN） - ユク・ジョンチョル役
- オー!マイベイビー（2020年、tvN） - パク・ジェハン役
- 飛べ小川の竜（2020年-2021年、SBS） - イ・ジンシルの父役
- ライブオン（2020年-2021年、JTBC） - 教頭役
- 女神降臨（2020年-2021年、tvN） - 整形外科医役

### 映画
- エニケーン（1997年）サンガプ役
- 八月のクリスマス（1998年）チョルグ役　ジョンウォンの友人
- JSA（2000年）チャン役　小領
- 鳥肌（2001年）タクシー酔客
- 悪い男（2001年）タルス役　極道
- 僕は彼女をはなさない（2003年）工場班長
- 人生の逆転（2003年）ドンチュン役　スンワンの叔父
- 木浦は港だ（2004年）ファン班長
- 初恋のアルバム ～人魚姫のいた島～（2004年）チョ・ヨンホ役　母方の叔父
- 拍手する時に去れ（2005年）ホテル支配人
- デュエリスト（2005年）呻吟女性の夫
- 四月の雪（2005年）インスの先輩
- 愛してる、マルスンさん（2005年）体育先生
- 美しき野獣（2006年）パン係長　ソウル地方検察庁捜査1課
- 韓半島（2006年）発掘チーム長
- 礼儀なき者たち（2006年）館長キラー
- 円卓の天使（2006年）ソクチョの手下
- 偉大なる系譜（2006年）ソン・ボンシク役
- 愛するときに話すこと（2006年）シム・インソプ役　イングの兄
- カンナさん大成功です！（2006年）イ・ゴンハク役　整形外科医
- キム館長VSキム館長VSキム館長（2006年）
- My Son ～あふれる想い～（2007年）神父
- チョンソルリへようこそ（2007年）チョンソク役　ヨンヒの父
- 離れの選手とお母さん（2007年）私債業者
- 正しく生きよう（2007年）鎮圧隊長
- 私の恋（2007年）編集でカット
- 大韓、民国さん（2007年）チョン社長　カー洗車場
- うちの学校のET（2008年）チュ・ホシク役　校長先生
- 救世主2（2009年）星五つのハヌィランドの設立者
- 悲しみよりもっと悲しい物語（2009年）キム・カムシク社長
- 国家代表！？（2009年）マ社長　マ・ジェボクの父
- グッドモーニング・プレジデント（2009年）議員2
- スンピル失踪事件 ～スンピルくんはどこだ？～（2009年）チュ・ジョンナム役　アル中浮浪者
- クイズ王（2010年）キム社長
- ハロー！？ゴースト（2010年）チョン・ドリョン役　男性の巫女
- ハートビート（2010年）チューニングショップ社長　MAC MOTORS
- ロマンティックヘブン（2011年）ペトロ役　事務官
- 危険な相見礼（2011年）喫茶店DJ
- 逮捕王（2011年）イ・ヨンガプ役　西大門署長
- The Cat ザ・キャット（2011年）ペットショップ社長
- 第7鉱区（2011年）チャン・ムニョン役　医師
- 神弓 -KAMIYUMI-（2011年）カビョン役　キム・ムソン家の使用人
- Mr.アイドル（2011年）ホン・ギルドン役　中年ナイトクラブ
- ダンシング・クイーン（2012年）イ・ハヌィ役　（株）テバク エンターテイメント 室長
- 容疑者S（2012年）サ班長
- ハナ 奇跡の46日間（2012年）韓国解説者
- 四角い円（2012年）中年のキョンス
- 家門の栄光5 - 家門の帰還（2012年）整形外科医師（編集でカット）
- ザ・タワー 超高層ビル大火災（2012年）キム長老

## 広報大使
- 第4回クァンジュ市チョン・ユルソン[4]国際音楽祭広報大使（2008年）[3]

## 外部サイト
- Lee Han-wi (이한위) HANCINEMA （英語）